# ArchINFORM
archINFORM es una base de datos internacional sobre arquitectura, con imágenes, referencias y bibliografía.
Desde los inicios fue una base de datos de los estudiantes en la Universidad de Karlsruhe en Alemania. El proyecto surgió en 1994 (en  línea desde 1996)
Se describe como  "la base de datos más grande sobre edificios y  arquitectos de todo el mundo", Tiene más de 9.500 obras y proyectos de arquitectura, planos, imágenes (básicamente arquitectura del siglo XX). Permite la búsqueda por autor, ciudad y palabra clave. En inglés y alemán.
Ha sido descrito por la bibliotecaria de la Fundación Calouste Gulbenkian como  una de las herramientas más útiles en relación con la arquitectura de referencia  disponible en Internet
Actualmente (2021) dispone de datos de 83000 edificios y proyectos no realizados de varias arquitectos